# Алатырские вести
«Ала́тырские ве́сти» — общественно-политическая газета города Алатырь и Алатырского района Чувашской Республики. Основана в июне 1917 года. Газета выходит два раза в неделю, её объем - 12 листов формата А3. Тираж — 2500 экземпляров.
На страницах газеты всесторонне отражается жизнь города Алатырь и Алатырского района, созидательная деятельность трудовых коллективов, заботы и нужды простых людей. Газета рассказывает о земляках, которые своим трудом прославили малую родину. Существуют постоянные рубрики: «Твои люди, город (район)», «В трудовых коллективах», «АВ-информ», «Спрашивали — отвечаем» и другие. Имеют своих поклонников целевые полосы «Патриот», «Ветеран», «Литературное Засурье», «Сад и огород», «Он и она», «Взгляд», «Здоровье» и другие.
Учредители: Министерство информационной политики и массовых коммуникаций Чувашской Республики и АУ "Редакция газеты «Алатырские вести» Мининформполитики Чувашии

## История
Газета «Алатырские вести» под таким названием издается с 1 января 1992 года (прежнее название «Ленинский путь»). Начальным источником стал печатный орган Алатырского Совета рабочих и солдатских депутатов «Знамя труда», издаваемый с июня 1917 года в городе Алатырь силами представителей городской интеллигенции — Л. Элинсона, Э. Бритфурна, П. Мельникова, В. Егоршина. Благодаря имеющейся полиграфической базе газетно-журнальное дело в Алатырском уезде, а затем и в районе развивалось интенсивно, что заметно повлияло на становление русскоязычной журналистики Чувашской АССР.
Сотрудником газеты был алатырский писатель Сироткин-Адамант Василий Михайлович.
Затем газета не раз меняла своё название: «Крестьянин и рабочий» (1918-19), «Путь революции» (1919-22), «Наша жизнь» (1922). С мая 1922 по октябрь 1929 года выходила под названием «Трудовая газета». С сентября 1925 стала также органом обкома ВКП(б), Чувашского ЦИКа и Алатырского Укома и Уисполкома. Таким образом, она одновременно имела статус и городской, и республиканской газеты. После перевода республиканской части редакции «Трудовой газеты» в Чебоксары, в Алатыре (для Алатырского района) на базе районной и городской редакции было организовано издание газеты «За коллективизацию» (март-сентябрь 1930), которая является предшественницей «Ленинского пути». С таким названием издание просуществовало чуть более шестидесяти лет (1930—1991). С 1 января 1992 года газета вышла под новым названием «Алатырские вести».
В декабре 1999 на базе гос. предприятия «Алатырская типография» и редакции газеты «Алатырские вести» создано государственное унитарное предприятие «Алатырский издательский дом». В 2012 году предприятие сменило форму собственности и перешло в статус автономного учреждения — АУ "Редакция газеты «Алатырские вести» Мининформполитики Чувашии.

## Главные редакторы в разные годы
В разные годы выпуском главного городского печатного органа руководили известные редакторы: с марта 1918 г. — А. Мишенькин, с мая 1922 г. по октябрь 1929 г. — М. Морозов, В. Смирнов-Ульяновский, А. Сошников, В.Ильин. В начале 1937 г. ответственным редактором газеты был А. Глушаков, которого вскоре сменил П. Потапов. С января 1939 г. редактором был назначен А. Романов, который возглавлял редакцию до марта 1940 г. С марта 1940 г. по октябрь 1942 г. редактором газеты являлся М. Бубукин. Несмотря на сложности военного времени, газета с начала войны и по март 1943 г. выпускалась с периодичностью три номера в неделю и общим тиражом более 5 тыс. экземпляров.
С 1943 г. по 1945 г. редактором газеты был А. Шульман. В послевоенные годы (с 1946 по 1949) редактором газеты являлся Н. Анненков. В августе 1951 редактором была утверждена Н. Полянская. С середины 50-х годов газету возглавляет С. Новиков, а затем И. Воложинов.
С февраля 1960 г. редакцию газеты возглавил Б. Юдин, который более чем за четверть века сформировал сплоченный коллектив журналистов и большую творческую группу рабселькоров.
С 1987 редактором газеты «Ленинский путь» утверждается С. Вишняков. В это время неуклонно увеличивается популярность газеты и её тираж. В 1988 г. он составлял 12 тыс. экз., в 1990 г. — 15 тыс. экз., а к концу 1991 г. — 17,6 тыс. экз.
В феврале 2000 года директором-гл. редактором была назначена В. П. Суягина. С 2005 по 2011 предприятие возглавлял А. Ф. Михин, затем — А. А. Ларькин. С июля 2014 коллективом руководит главный редактор Е. С. Калашникова.

## Рубрики

### Постоянные рубрики
- Твои люди, город (район);
- В трудовых коллективах;
- АВ-информ;
- Спрашивали — сотвечаем.

### Целевые полосы
- Патриот;
- Ветеран;
- Литературное Засурье;
- Сад и огород;
- Он и она;
- Взгляд;
- Здоровье.